# El Guijo
El Guijo è un comune spagnolo di 409 abitanti situato nella comunità autonoma dell'Andalusia, nella provincia di Cordova. Fa parte della comarca di Los Pedroches.